# Programa de Educação Tutorial
O Programa de Educação Tutorial (PET) é um programa do Governo Federal brasileiro de estímulo a atividades de pesquisa, ensino e extensão universitárias, no nível de graduação. O programa é subordinado à Secretaria de Ensino Superior (SESu) do Ministério da Educação (MEC).
O PET foi criado em 1979 no governo do general João Baptista Figueiredo com o nome original de Programa Especial de Treinamento. Até 1999, o programa esteve submetido à CAPES, passando depois para o Ministério da Educação. Entre 1995 e 2003, quando o MEC esteve ocupado por Paulo Renato Souza, o governo tentou por diversas vezes extinguir o programa, sob alegações de que era oneroso aos cofres públicos, mas esbarrou em forte oposição da comunidade acadêmica. Em 2004, na gestão de Tarso Genro no ministério, o nome foi alterado para Programa de Educação Tutorial. Os objetivos do programa, de acordo com o SESu, são a melhoria do ensino de graduação, a formação acadêmica do aluno, a interdisciplinaridade, e o planejamento e execução de atividades acadêmicas diversificadas em grupos de tutoria.
O PET oferece bolsas (atualmente, de R$ 700,00, equivalente à política nacional de bolsas de iniciação científica a graduandos) a grupos de até 12 estudantes de graduação selecionados em qualquer curso universitário autorizado. Para abrir um grupo PET, é necessário que a universidade encaminhe um pedido ao MEC, caso algum edital esteja vigente. Os grupos se reúnem regularmente sob a orientação de um professor responsável, denominado Tutor, que deve coordenar as atividades. Os bolsistas, denominados "PETianos", são conduzidos a desenvolver projetos e trabalhos em pesquisas, ensino e extensão. Por isso, o PET funciona também como um programa de preparação para a carreira acadêmica.  

## Histórico

### Programa Especial de Treinamento
Em 1979  a Coordenação de Aperfeiçoamento de Pessoal de Nível Superior (CAPES) criou o então chamado Programa Especial de Treinamento (PET). O PET foi criado inicialmente com o intuito de solucionar certos problemas encontrados na educação superior, como aprendizagem tecnicista, pouco crítica e de baixo compromisso social em suas áreas, e o fato de as ações de ensino, pesquisa e extensão na maior parte das instituições e cursos eram tratadas separadamente.
O programa após criado seguiu em expansão até 1997, quando houve avaliações de desempenho realizadas pela CAPES e, apesar do PET obter bons resultados na avaliação, seu impacto na graduação foi considerado pequeno em relação ao dinheiro investido e em comparação com programas de intuito parecido. Essa avaliação resultou em um corte de recursos financeiros para os grupos, e até mesmo a possibilidade de extinção. Em resposta às adversidades houve um período marcado por mobilizações e ideias de preservação do PET, que resultaram em uma audiência com a CAPES onde o número de bolsas, que havia sido reduzido, foi restituído.
Após os problemas com a gestão da CAPES, em 1999 a coordenação é passada para a Secretaria de Educação Superior (SESu). Outra grande mudança desse ano foi que os grupos passaram a ser alocados dentro de suas Universidades na Pró-Reitoria de Graduação, saindo da Pró-Reitoria de Pós-Graduação.

### Programa de Educação Tutorial
No ano de 2004 o programa deixa de ser visto como um “treinamento especial”, que prepara acadêmicos para o acesso à pesquisa e à pós-graduação, e passa a se caracterizar pela sua metodologia, a “educação tutorial” recebendo o título de “Programa de Educação Tutorial” e em 2005, são criadas: A lei que rege o programa (Lei 11.180/2005) e a portaria que regulamenta o PET (Portaria 3385/2005).
Agora seguindo sob os preceitos da educação tutorial, o programa tem como objetivo aumentar a qualidade de ensino superior. Seus integrantes utilizam os princípios da tríade: ensino, pesquisa e extensão com tutores. A função do tutor seria, então, estimular a aprendizagem ativa, com vivências, reflexões e discussões informais, de modo a aumentar a cooperação no grupo. As atividades da tríade visariam uma formação de melhor qualidade em comparação com a formação oferecida apenas pela graduação.
Com essas mudanças ocorreu uma solidificação do programa, tendo em vista que as mobilizações deixaram os grupos mais unidos e com ideais bem definidos, fazendo com que ganhassem visibilidade nas universidades. Em 2010 houve a substituição da portaria 3385/2005 pela 976/2010, que permitiu a interdisciplinaridade dentro dos grupos PET e também vinculou o programa Conexões de Saberes, um programa que tem o objetivo de desenvolver ações inovadoras que ampliem a troca de saberes entre as comunidades populares e a universidade, contribuindo para a inclusão social de jovens oriundos das comunidades do campo, quilombola, indígena e em situação de vulnerabilidade social.

### Atualmente
Atualmente, o PET é regulamentado pela Portaria n° 976, de 27 de julho de 2010, sendo esta atualizada pela Portaria n° 343, de 24 de abril de 2013. Desde então, o PET continuou em expansão de modo que possui identidade e visibilidade dentro das universidades. Atualmente o PET possui 842 grupos distribuídos entre 121 IES SESu/MEC, compostos por no máximo por 12 Bolsistas, 6 voluntários e 1 tutor. 
O grupo PET, uma vez criado, mantém suas atividades por tempo indeterminado. No entanto, os seus membros possuem um tempo máximo de vínculo: ao bolsista de graduação é permitida a permanência até a conclusão da sua graduação e, ao tutor, por um período de, no máximo, seis anos, desde que obedecidas as normas do Programa.
Além disso, é realizado anualmente o Encontro Nacional dos Grupos PET (ENAPET) e encontros regionais como o SulPET (Região Sul), EnePET (Região Nordeste), NortePET (Região Norte), entre outros. Existe também o chamado interPET, que pode ocorrer em intervalos de tempo arbitrários e normalmente reúnem grupos PET próximos entre si. Esses encontros têm como objetivo manter as discussões sobre o programa e sua influência na graduação sempre ativas, de forma que o programa continue em constante evolução e traga benefícios à IES (Instituição de Ensino Superior) situada. Os encontros começaram com os primeiros cortes de gastos realizados pela CAPES (1997), mas tornaram-se oficiais apenas em 2006, com a criação da CENAPET (Comissão Executiva Nacional do PET).

## Organização administrativa
Administrativamente, o PET se organiza em três instâncias:
- Conselho Superior, que está no topo da hierarquia e tem como principais funções apreciar propostas, critérios, prioridades e procedimentos para a extinção e para a criação de novos grupos, formular propostas referentes ao funcionamento e à avaliação do PET e propor critérios e procedimentos para o acompanhamento e a avaliação do PET;

- Comissão de Avaliação do PET, que está em segundo lugar na hierarquia e é a instância responsável pela avaliação geral do programa;
- Comitê Local de Acompanhamento e Avaliação (CLAA), que é instituído pela IES e é responsável pelo acompanhamento, avaliação e monitoramento dos grupos PET e seus integrantes em nível local.

É importante destacar que em todas as instâncias o PET possui representatividade de discentes e professores tutores.

## CENAPET
A CENAPET, Comissão Executiva Nacional do PET, é a entidade representativa dos estudantes e professores-tutores no contexto do Programa de Educação Tutorial, tendo a função de representar a comunidade PETiana e realizar a comunicação com órgãos superiores como o MEC.
A CENAPET foi fundada em 2006 durante a realização do ENAPET de Florianópolis, quando foram aprovados seu estatuto e regimento. A Diretoria eleita foi presidida pelo Prof. Dante Barone. No entanto, antes deste período, existia informalmente um grupo de pessoas, tutores e alunos reunidos sob uma Executiva Nacional, que foi se formando nos anos de luta contra a extinção do PET, desde 1998. Parte deste grupo compôs a CNAA, Comissão Nacional de Acompanhamento e Avaliação, no MEC-SESu, em 2002, que recuperou o processo de avaliação, revisão do MANUAL DE ORIENTAÇÕES BÁSICAS etc.

## Mobiliza PET
O Mobiliza PET é uma forma de organização de mobilizações conjuntas dos grupos PET visando a permanência e melhoria do programa. O Mobiliza PET tem o objetivo de tentar reverter o cenário atual que o programa vivencia hoje em meio a tanta fragilização, buscando disseminar os conhecimentos produzidos pelos grupos PET de todo o Brasil assim ampliando a sua visibilidade dentro do contexto acadêmico. As ações do Mobiliza PET são sempre confirmadas e convocadas por meio de Assembleia Geral, órgão soberano da CENAPET. 
O objetivo da mobilização é formar uma unidade coesa pela luta dos direitos como PETiano, sem perder a diversidade inerente a cada grupo, buscando a manutenção da educação de qualidade e uma educação tutorial horizontal, crítica, dialógica, inclusiva e participativa, a qual valoriza e estimula a potencialidade de cada um de seus membros. Mas, a Mobilização PETiana, vai além do Mobiliza PET, compreendendo qualquer movimento estudantil que nascem a partir do sentimento e necessidade de constante valorização das ideologias do Programa de Educação Tutorial, em nível local, regional e nacional.